# Piraterija u muzičkoj industriji
Piraterija u muzičkoj industriji predstavlja proces kopiranja i reprodukcije zvučnih zapisa bez odobrenja njihovih vlasnika. Pojedinac ili organizacija koji vrše izradu piratskih kopija svesno učestvuju u krađi intelektualnog i kreativnog rada originalnih umetnika i na taj način krše njihova autorska prava. Žrtve ovog zločina su kompozitor, tekstopisac, aranžer muzike, umetnik i producent snimanja, a krajnje žrtve su zaljubljenici u muziku, jer gubitak u muzičkoj industriji povlači manje novca za investiranje u nove umetnike, albume i muziku.
Trend muzičke piraterije postoji odavno, ali nikada nije dosegao snagu kakvu ima danas. Problem piraterije se povećao sa razvojem novih tehnologija, omogućivši piratima da što lakše obavljaju aktivnosti neovlašćenog kopiranja muzike i njene distribucije. Prema jednom istraživanju, godišnja šteta u Sjedinjenim Američkim Državama prouzrokovana muzičkom piraterijom, procenjuje se na 12,5 milijardi dolara, više od 70.000 izgubljenih radnih mesta i ukupnim gubitkom plata od 2 milijarde dolara.

## Oblici piraterije

### Fizička piraterija
Fizička piraterija obuhvata aktivnosti prodaje i distribucije nelegalnih kopija piratskih kompakt-diskova, kaseta ili drugih nosača zvuka. Može se podeliti na 3 tipa:
- Prosta piraterija (engl. simple piracy) obuhvata proizvodnju i distribuciju kopija zvučnih zapisa u fizičkim oblicima bez prethodne dozvole stvaraoca. Termin “piraterija” se odnosi na aktivnosti koje mogu prouzrokovati komercijalnu štetu. Na taj način, originalni autor je na gubitku, dok pirati odnose svu zaradu od prodaje. Pakovanje piratskih kopija se može razlikovati od originala, a falsifikati najčešće sadrže kompilacije umetnika ili kolekciju pesama određenog žanra.[3]
- Falsifikovanje (engl. counterfeits) podrazumeva neovlašćeno kopiranje zvuka, omota albuma, žiga, etikete i pakovanja originalnog proizvoda, sa ciljem da se prilikom kupovine potrošač obmane verovanjem da je kupio originalni proizvod. Falsifikovani proizvodi se najlakše mogu prepoznati na osnovu bar-koda koji se nalazi na sredini kompakt-diska.[4] Ovaj oblik piraterije se najčešće javlja u regionima sa niskim primanjima i visokom nezaposlenošću, a njih naročito pospešuju visoke marže, smanjenje cena opreme za falsifikovanje, i organizovane kriminalne bande koje učestvuju u trgovini.[5]
- Butleg (engl. bootleg) obuhvata neovlašćeno snimanje, obradu, izradu kopija i prodaju audio i video koncerata bez dozvole umetnika ili ovlašćene izdavačke kuće koja može imati jedino pravo na snimanje i objavu tih performansi.[6]

### Internet piraterija
Internet piraterija predstavlja nezakonitu reprodukciju i/ili distribuciju bilo kog zaštićenog digitalnog materijala koji se može prenositi od korisnika do korisnika putem interneta. Muzičke datoteke, video datoteke, elektronske knjige, softver, i drugi elektronski materijali se mogu prenositi putem mreža za razmenu fajlova, piratskih servera, veb-sajtova ili hakovanih računara. Celokupna radnja, od reklamiranja do prodaje, se obavlja internetom. Prvi tipovi piratizovanih datoteka – digitalne muzičke datoteke koje se prenose softverom za razmenu datoteka između korisnika, pojavile su se na internetu početkom 90-ih.
Deljenje datoteka (engl. file sharing) se definiše kao proces slanja datoteka na internet tako da se one kasnije mogu preuzeti i reprodukovati. Softveri koji se koriste za deljenje datoteka nisu nelegalni per se, ali korišćenje takvih softvera za pribavljanje datoteka zaštićenih autorskim pravima je protivzakonito. Posebni distribucioni kanali za deljenje datoteka su P2P (engl. peer-to-peer) servisi koji omogućavaju računarima direktno povezivanje sa drugima u cilju razmene i kopiranja datoteka putem decentralizovanih mreža. U P2P mrežama računari su međusobno direktno povezani. Takva mreža omogućava korisnicima da razmenjuju datoteke bez posredovanja centralnog servera.

## Istorija muzičke piraterije

### Napster revolucija
Prvi oblici piraterije u muzičkoj industriji se javljaju tokom sedamdesetih, sa prvom pojavom kaseta. Pre toga, gramofonske ploče, kao nosači zvuka, se nisu mogle umnožavati – onaj ko nije mogao da ih priušti, išao je kod prijatelja ili je pesme iščekivao na radiju. Početkom sedamdesetih, pojavljuju se prve kasete i kasetofoni koji uskoro postaju alternativa gramofonu. Ljubitelji muzike su na taj način mogli da snimaju muziku preko radio emisija ili drugih kaseta. Međutim, ova tehnologija u to vreme nije predstavljala veliku pretnju industriji jer kvalitet zvučnih zapisa nije bio ni približan originalu, proces presnimavanja je bio skup i dugotrajan, a ni prilično popularan.
Napster, popularni servis za distribuciju muzike, je eliminisao ta ograničenja, a slušaocima omogućio pristup velikoj mreži muzičkih datoteka. Softver je omogućavao ljudima da pretražuju muzičke datoteke na čvrstim diskovima drugih korisnika i preuzmu ih besplatno. Iako Napster nije čuvao piratske sadržaje na sopstvenim serverima, ubrzo je naišao na optužbe da deljenje fajlova između korisnika promoviše pirateriju. Na vrhuncu svoje popularnosti u februaru 2001. godine, kada je 26,4 miliona jedinstvenih korisnika koristilo njihove usluge, organizacija koja okuplja i štiti prava najvećih muzičkih izdavača u Sjedinjenim Američkim Državama protiv "nelegalnog presnimavanja" tj. distribucije muzičkih fajlova putem interneta - RIAA, tužila je sudu firmu Napster, a potom i poznata grupa "Metalica“.
Sudskom odlukom iz 2002. godine, naloženo je gašenje servisa i isplaćivanje milionskih odšteta muzičkim stvaraocima i vlasnicima autorskih prava. Nakon gašenja Napstera, svetsko tržište suočilo se sa novim programima koji su po funkciji bili slični Napster-u: Kazaa, Grokster, Morpheus, eDonkey i sl. Za razliku od Napstera, kompanije koje su razvile ove servise nisu se smatrale direktnim krivcima za distribuciju piratskog sadržaja, jer je prilikom kreiranja korisničkog naloga za korišćenje njihovih servisa svaki korisnik morao da prihvati uslove korišćenja (engl. privacy policy), u kojem prihvataju odluku da kompanije nisu odgovorne za ponašanje svojih klijenata. Ipak, to nije sprečilo organizaciju RIAA da pored kompanija, ganja i pojedince koji su svesno distribuirali sadržaj zaštićen autorskim pravima. Neki od ovih servisa su nedugo zatim ugašeni, dok su se ostali bazirali na pretplati, koja je legalno dozvoljavala korisnicima da preuzimaju muziku preko njihovih servera.

### Nova generacija
Sistem primene Napstera i sličnih servisa se zasnivao na međusobnoj razmeni datoteka, što znači da su učesnici u razmeni bili odgovorni za nelegalnu distribuciju i direktno nanošenje štete diskografskim kućama, nosiocima autorskih prava na multimedijalni sadržaj. Mogućnost da svaki korisnik pretraži deljeni sadržaj drugih korisnika, je omogućavala da istražni organi sudskim postupcima gone pojedince i kompanije koje su kršile autorska prava na ovaj način.
Poučeni prethodnim iskustvom, pirati su kreirali novi protokol koji će onemogućiti organizacijama za zaštitu autorskih prava krivično gonjenje svakog lica koje učestvuje u razmeni datoteka – BitTorrent. Mreža bazirana na BitTorrent protokolu je decentralizovana, što znači da ne postoji nijedan server na koji se klijent povezuje, niti je moguće, u bilo kom trenutku, videti sve kompjutere u mreži. Pretraga za datotekama se svodi na pretragu .torrent datoteka u kojima se nalazi spisak računara sa željenim datotekama. Široka raspostranjenost protokola je dovela do verovanja da je ovakva tehnologija prenošenja podataka nezakonita i zabranjena, pre svega zbog ogromnog korišćenja u svrhu distribucije materijala zaštićenog autorskim pravom.

## Pravni okvir

### Nacionalni okviri
U Srbiji je takođe donet niz odredbi i zakona kako bi se obezbedili autori dela i njihova prava, što jasno govori o težnji Srbije da smanji i ograniči gubitke uzrokovane piraterijom. Krivični zakonik Republike Srbije primenjuje nekoliko članova za povredu intelektualne svojine. 
Povreda moralnih prava autora i interpretatora uređuje se članom 198 Krivičnog zakonika. Za objavljivanje u celini ili delimično, stavljanje u promet, ili na drugi način javno oglašavanje tuđeg autorskog dela ili interpretacije, propisana je novčana kazna, ili kazna zatvora do tri godine. Osoba koja vrši izmenu ili preradu tuđeg autorskog dela, bez dozvole autora, kažnjava se novčanom kaznom ili zatvorom do jedne godine. Za stavljanje u promet tuđeg autorskog dela ili interpretacije, na način kojim se vređa čast, ili ugled autora ili izvođača, propisana je novčana kazna, ili kazna zatvora do šest meseci. Predmeti zloupotrebe se u svim stavovima člana 198, oduzimaju.
Neovlašćeno iskorišćavanje autorskog dela ili predmeta srodnog prava uređuje se članom 199 Krivičnog zakonika. Osoba koja neovlašćeno objavi, snimi, umnoži, ili drugim načinom javno saopšti u celini ili delimično autorsko delo ili interpretaciju, kažnjava se zatvorom do tri godine. Istom kaznom kažnjava se počinilac koji stavi u promet, ili sa namerom stavljanja u promet drži neovlašćeno umnožene ili neovlašćeno stavljene u promet primerke autorskog dela ili interpretacije. Ako je delo iz oba stava učinjeno sa namerom pribavljanja imovinske koristi za sebe ili drugog, počinilac se kažnjava zatvorom od šest meseci do pet godina. Za vršenje proizvodnje, uvoza, stavljanja u promet, prodavanja, davanja u zakup, reklamiranja u cilju prodaje ili davanja u zakup, držanja u komercijalne svrhe ili korišćenja uređaja ili sredstva sa ciljem povrede autorskog i srodnog prava, predviđena je novčana kazna ili kazna zatvora do tri godine.

### Međunarodni okviri
Prvi međunarodni sporazum, definisan u cilju smanjenja razlike u zakonima o autorskim pravima različitih država, je Bernska konvencija o zaštiti književnih i umetničkih dela koja je u Srbiji ratifikovana 1986. godine. U kreiranju sporazuma, učestvovao je i poznati francuski pisac, Viktor Igo. Prema ovoj Konvenciji, nijedno delo zaštićeno autorskim pravom ne sme biti reprudokovano, prevedeno, adaptirano, izloženo ili izvedeno u javnosti, distribuirano, emitovano, niti reklamirano bez dozvole stvaraoca.
Svetska (Univerzalna) konvencija o autorskom pravu, koja se oslanja na Bernsku konvenciju, predviđa sistem zaštite koji na osnovu međunarodne korespondencije obezbeđuje autorsko pravo na polju književnosti, nauke i umetnosti. Sporazum je usvojen u Srbiji 1973. godine.
Rimska konvencija iz 1961. godine , čiji je osnovni cilj zaštita umetnika, proizvođača fonograma i ustanova za radio difuziju, usvojena je u Srbiji 2002. godine. Zbog široko prisutnog i sve većeg neovlašćenog umnožavanja fonograma i štete koju ovo prouzrokuje interesima autora, izvođača i proizvođača fonograma, prihvaćena je Konvencija o zaštiti proizvođača fonograma od neovlašćenog umnožavanja njihovih fonograma, zaključena 1971. godine u Ženevi, a ratifikovana u Srbiji 2002. godine.
Najnovije konvencije sa područja zaštite autorskih prava književnih i umetničkih dela, su WIPO ugovor o autorskom pravu i WIPO ugovor o interpretacijama i fonogramima, oba usvojena na Diplomatskoj konferenciji održanoj 1996. godine. Republika Srbija je ratifikovala obe konvencije 2002. godine.

### Pravna regulativa u Sjedinjenim Američkim Državama i Evropskoj uniji
Problem sa piraterijom u Sjedinjenim Američkim Državama datira još od 18. veka. Doneto je mnogo pravnih odredbi da bi se, ako ne iskorenio, donekle u nekoj meri smanjio problem sa piraterijom.
The Copyright Act iz 1790. godine je prvi zakon koje su donele Sjedinjene Američke Države u vezi sa zaštitom autorskih prava. Zakon je davao pravo vlasniku da štiti svoj rad u periodu od 14 godina, koji se mogao produžiti i na narednih 14 godina po isteku prava. Ko god bi prekršio ovaj zakon, bio bi novčano kažnjen u iznosu od 50 centi za svaki primerak i oduzimanjem istih. Revizija zakona iz 1976. godine je značajno ispravila i poboljšala prava autora. Prema ovoj reviziji, trajanje autorskog prava je 70 godina nakon smrti autora, a ako je delo stvorila grupa, onda trajanje prava važi 70 godina nakon smrti njenog poslednjeg člana. Sva dela koja su nastala pre stupanja na snagu ovog zakona bila su zaštićena 95 godina.
DPRA (Digital Performance Right In Sound Recordings Act) Ekspanzijom interneta, stvorili su se novi problemi za vlasnike autorskih prava, pre svega u oblasti emitovanja zvučnih zapisa putem interneta. U cilju zaštite autora, zakon koji je objavljen novembra 1995. definiše prava autora na zvučne zapise prilikom njihovih digitalnih emitovanja. Zakon daje mogućnost da pojedinci ili organizacije koriste delo nekog autora, pod uslovom novčane nadoknade direktno autoru ili licu ovlašćenom od strane autora.
The Digital Millennium Copyright Act (DCMA) donet 1998. godine fokusira se na zabranu postavljanja i preuzimanja autorskih dela. Dajući ovlašćenja provajderima, isti mogu delimično da kontrolišu sadržaje na internet stranicama zabranom njihovog prikazivanja. DCMA je proširenje prethodnih zakona koji su doneti u želji da se smanji piraterija muzičkih i ostalih sadržaja na internetu i predstavlja najznačajniju reformu zakonodavstva u Sjedinjenim Američkim Državama u području zaštite intelektualne svojine.
Anti-Counterfeiting Trade Agreement (ACTA) donet je oktobra 2011. godine između Japana, Sjedinjenih Američkih Država, Južna Koreje, Australije, Novog Zelanda, Kanade i Singapura. Sporazum protiv trgovine falsifikatima bi trebalo da standardizuje mere za zaštitu autorskih prava, koje podrazumevaju zatvorske i novčane kazne, a obuhvata praćenje aktivnosti na internetu svih korisnika u potrazi za falsifikovanim sadržajem. Iako je zakon u januaru 2012. godine potpisala Evropska komisija, Evropski parlament je u aprilu iste godine suspendovao njegovu ratifikaciju.
U cilju zaštite intelektualne svojine i smanjenja internet piraterije, predloženi su zakoni među kojima su Zakon o sprečavanju piraterije na internetu (engl. SOPA - Stop Online Piracy Act) i Zakon o zaštiti intelektualne svojine (engl. PIPA - Protect Intellectual Property Act). Oba zakona su unela dosta neslaganja i negodovanja većine zemalja, ali i žestoku osudu internet zajednice, zbog činjenice da će sav internet saobraćaj biti proveravan od strane nadležnih organa i da se time ozbiljno narušava, ili čak potpuno gubi, ljudsko pravo na privatnost, slobodu govora i informisanja, pa pokušaji da se oni uvedu nisu uspeli.
Evropska unija je takođe pokrenula rat protiv piraterije, zbog velikih gubitaka koje je ista nanosila članicama. Značajniji zakoni u ovoj oblasti su: Zeleni papir, iz 1998. godine, Direktiva o jačanju prava na intelektualnu svojinu doneta 2004. godine i Evropski plan protiv piraterije usvojen 2008. godine. Plan se sastojao u udruživanju svih zemalja i članica u donošenju rigoroznijih sopstvenih zakona, kako bi se smanjila stopa i povela efikasnija borba protiv piraterije u Evropskoj uniji. Najveću pravnu reformu u borbi su postigle Velika Britanija i Francuska.

## Strategija borbe protiv piraterije u Srbiji
Zavod za intelektualnu svojinu, osnovan 2003. godine, ima ulogu nacionalnog koordinatora za prava intelektualne svojine i u njegovoj nadležnosti su poslovi koji se odnose na prava industrijske svojine, autorska i srodna prava. 
Zakon o autorskom i srodnim pravima usvojen je 2009. godine, a najnoviji predlog izmena i dopuna zakona uključuje ograničenja korišćenja autorskih dela koja postoje u Evropskoj uniji. U skladu sa Prelaznim sporazumom, od Republike Srbije se očekuje da pristupi određenom broju multilateralnih konvencija o pravima intelektualne svojine i preduzme neophodne mere kojima će garantovati zaštitu autorskih prava.
Zakon o optičkim diskovima, usvojen 2011. godine, donet je u cilju smanjenja obima piraterije i sprečavanja nelegalne proizvodnje i prometa diskova. Zakon pravno uređuje oblast proizvodnje, umnožavanja, prometa uvoza i izvoza optičkih diskova i opreme za njihovo proizvođenje i reprodukovanje. Zakonom je predviđena stroga kontrola uvezenih optičkih diskova čime je uspostavljena saradnja između Uprave carina i tržišne inspekcije.
Zakon o organizaciji i nadležnosti državnih organa u borbi protiv visokotehnološkog kriminala usvojen je 2005. godine. Ključne institucije za primenu zakona su tužilac za visokotehnološki kriminal, specijalizovane policijske jedinice, specijalizovano odeljenje carine, specijalizovana jedinica za poresku inspekciju, poreska policija, tržišna inspekcija i različita sudska veća. U cilju smanjenja piraterije, formirano je Koordinaciono telo institucija uključenih u borbu protiv krivotvorenja i piraterije od strane Zavoda za intelektualnu svojinu.
Komisija za autorsko i srodna prava, osnovana 2010. godine, nadležna je za donošenje odluka o tarifi koju predlažu organizacije za kolektivno ostvarivanje autorskog i srodnih prava. Na teritoriji Republike Srbije,trenutno tri organizacije imaju važeću dozvolu za kolektivno ostvarivanje autorskog i srodnog prava: SOKOJ - Organizacija muzičkih autora Srbije, OFPS - Organizacija proizvođača fonograma Srbije i PI - Organizacija za kolektivna prava interpretatora.

## Budućnost muzičke industrije
Konstantni razvoj novih tehnologija je uticao na način pribavljanja i slušanja muzike. U 2011. godini, po prvi put u istoriji, prodaja muzike digitalnim putem nadmašila je tradicionalnu, "fizičku" prodaju diskova, a procenjuje se da su perspektive za dalji razvoj digitalnih sadržaja na internetu ogromne. Razvoj "oblak" računarstva (engl. cloud computing) doveo je do nastanka brojnih muzičkih servisa. Među njima se nalazi Spotify, muzički servis koji omogućuje korisnicima da putem interneta besplatno pretražuju bazu sa više od 15 miliona pesama i da slušaju muziku koju nisu kupili. Servis je legalan, a profit se ostvaruje zahvaljujući reklamama koje se prikazuju korisnicima i novcu koji dolazi od pretplatnika. Spotify trenutno nije dostupan u Srbiji, kao ni u mnogim zemljama, zbog komplikovanih zakona o autorskim pravima. Prema poslednjim istraživanjima, uprkos dostupnosti legalnih platformi, svaki četvrti čovek pristupa nelegalnim stranama sa ciljem preuzimanja muzike, što govori o porastu piraterije. U izveštaju se navodi i pozitivan primer uspešnog zakona protiv piraterije koji je sproveden u Francuskoj pod nazivom "Hadopi", prema kojem se korisniku nakon tri uzastopna preuzimanja nelegalnog sadržaja zabranjuje pristup stranici.

## Spoljašnje veze
- Zavod za intelektualnu svojinu Архивирано на веб-сајту  (18. децембар 2011)
- SOKOJ - organizacija muzičkih autora Srbije
- Organizacija za kolektivno ostvarivanje prava interpretatora
- Organizacija proizvođača fonograma Srbije